# Leopold Markiefka
Leopold Markiefka (ur. 10 października 1813 w Tarnowskich Górach, zm. 24 maja 1882) – ksiądz katolicki, działacz społeczny.

## Biografia
Ukończył studia na wydziale teologicznym Uniwersytetu we Wrocławiu. Święcenia kapłańskie otrzymał w 1838. Od 1842 pracował jako kapłan w Bogucicach, najpierw będąc proboszczem – administratorem (1842), a od następnego roku proboszczem. W 1868 został mianowany dziekanem mysłowickim. Jako duszpasterz i kapłan cieszył się wśród parafian wielkim autorytetem i popularnością. Obok zwykłych obowiązków  kapłańskich, oddawał się pracy charytatywnej, angażując się także w ruch trzeźwościowy. Podczas klęski głodu i epidemii tyfusu na Górnym Śląsku w latach 1847–1848 zorganizował pomoc materialną dla ofiar tyfusu.
W 1858 założył w Bogucicach sierociniec pw. Matki Boskiej Bolesnej. Do opieki nad sierotami sprowadził siostry Boromeuszki, a po ich usunięciu w okresie kulturkampfu, opiekę nad sierocińcem objęły siostry Jadwiżanki. Ułożył statut sierocińca oraz stale zabiegał o fundusze na jego utrzymanie. W 1863 jako dziekan odbudował przytułek (szpital) dla ubogich pw. św. Ludwika w Mysłowicach.
Dzięki jego staraniom 7 września 1874 został otwarty w Bogucicach zakład leczniczy dla 30 pacjentów, kierowany przez Bonifratrów. Według początkowych założeń miał on służyć górnikom i hutnikom, którzy nie mogli sobie pozwolić na prywatne leczenie. Szpital ten przyjmował chorych bez względu na ich wyznanie. W swoim testamencie proboszcz napisał, że jego oszczędności mają trafić do ubogich mieszkańców Bogucic, Załęża i Dąbrówki Małej.
Został odznaczony pruskim Orderem Czerwonego Orła IV klasy.
W Katowicach–Bogucicach w hołdzie księdzu nazwano dwie ulice: ulica Leopolda oraz ulica ks. Leopolda Markiefki.
Miał starszego brata Ludwika, duchownego, proboszcza parafii Najświętszego Serca Pana Jezusa w Mysłowicach.